# Merle à calotte grise
Turdus subalaris
Espèce
Le Merle à calotte grise (Turdus subalaris) est une espèce de passereaux appartenant à la famille des Turdidae.

## Habitats et répartition
Cet oiseau vit au Rio Grande do Sul et le sud de la forêt atlantique.

## Sous-espèces
C'est une espèce monotypique considérée par certaines autorités taxinomiques comme la sous-espèce Turdus nigriceps subalaris du Merle ardoisé (Turdus nigriceps).